# Бедаррид
Бедаррид (фр. Bédarrides) — коммуна во французском департаменте Воклюз региона Прованс — Альпы — Лазурный Берег. Центр одноимённого кантона.	

## Географическое положение

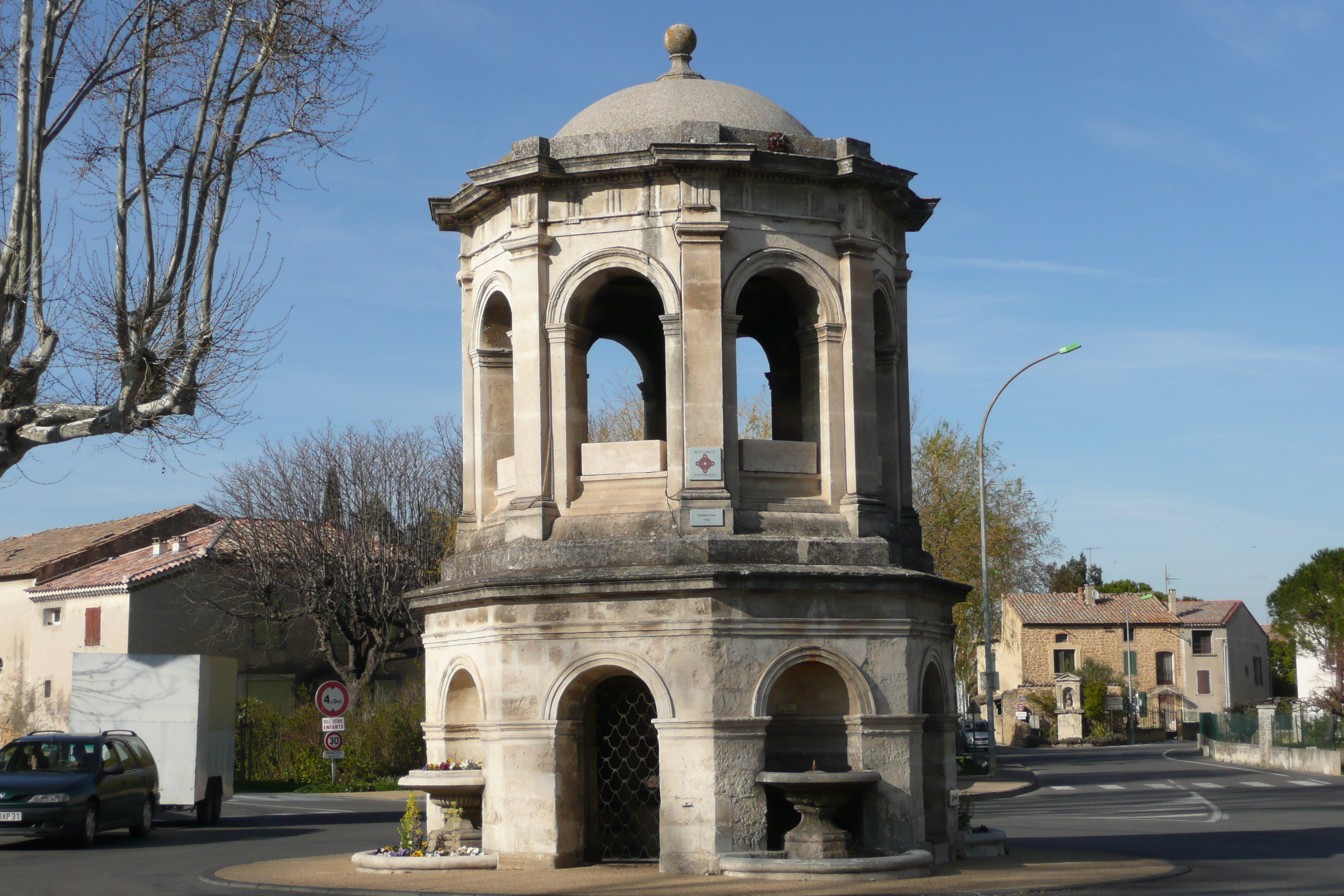
Водоразборный фонтан

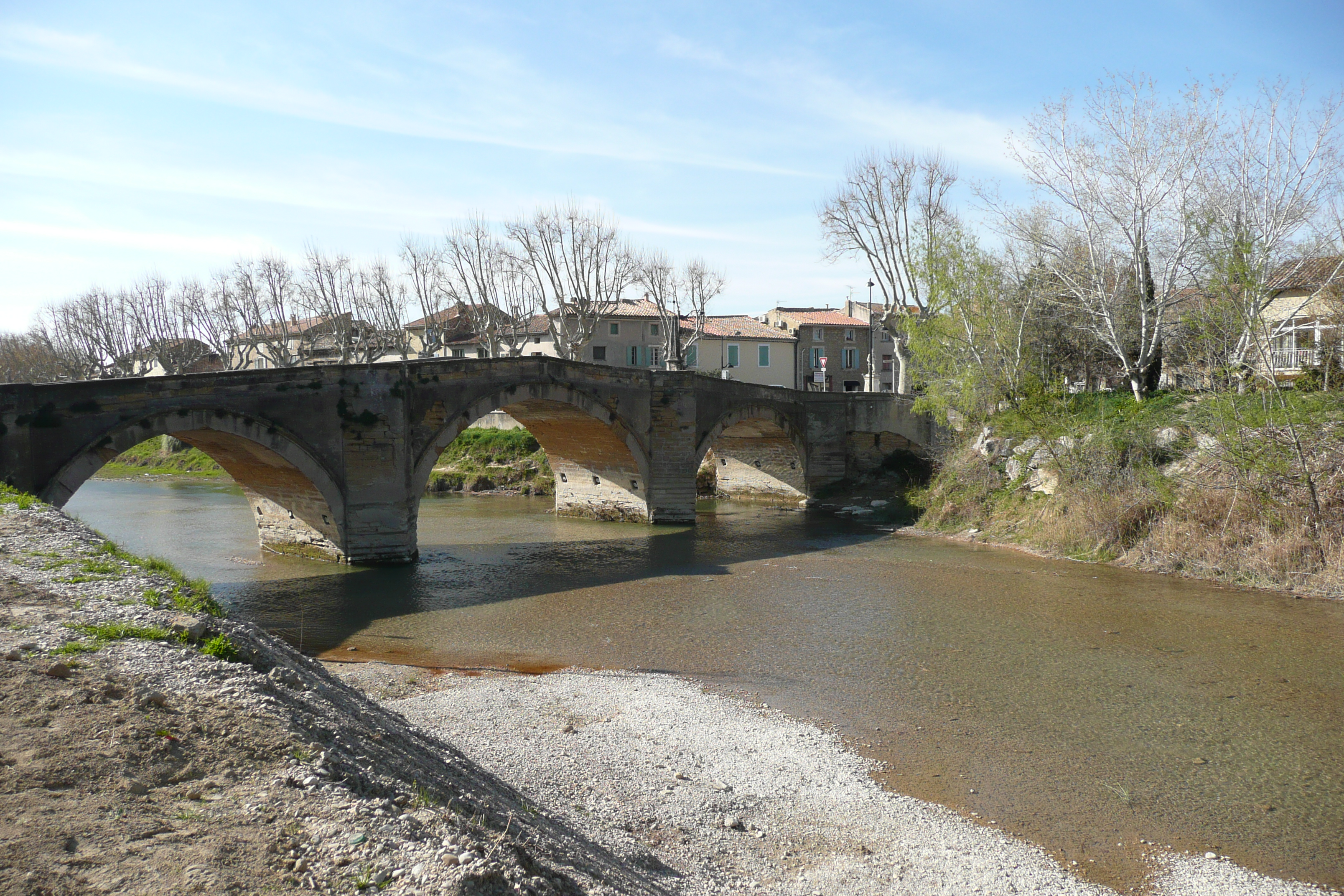
Бедаррид. Мост через Увез

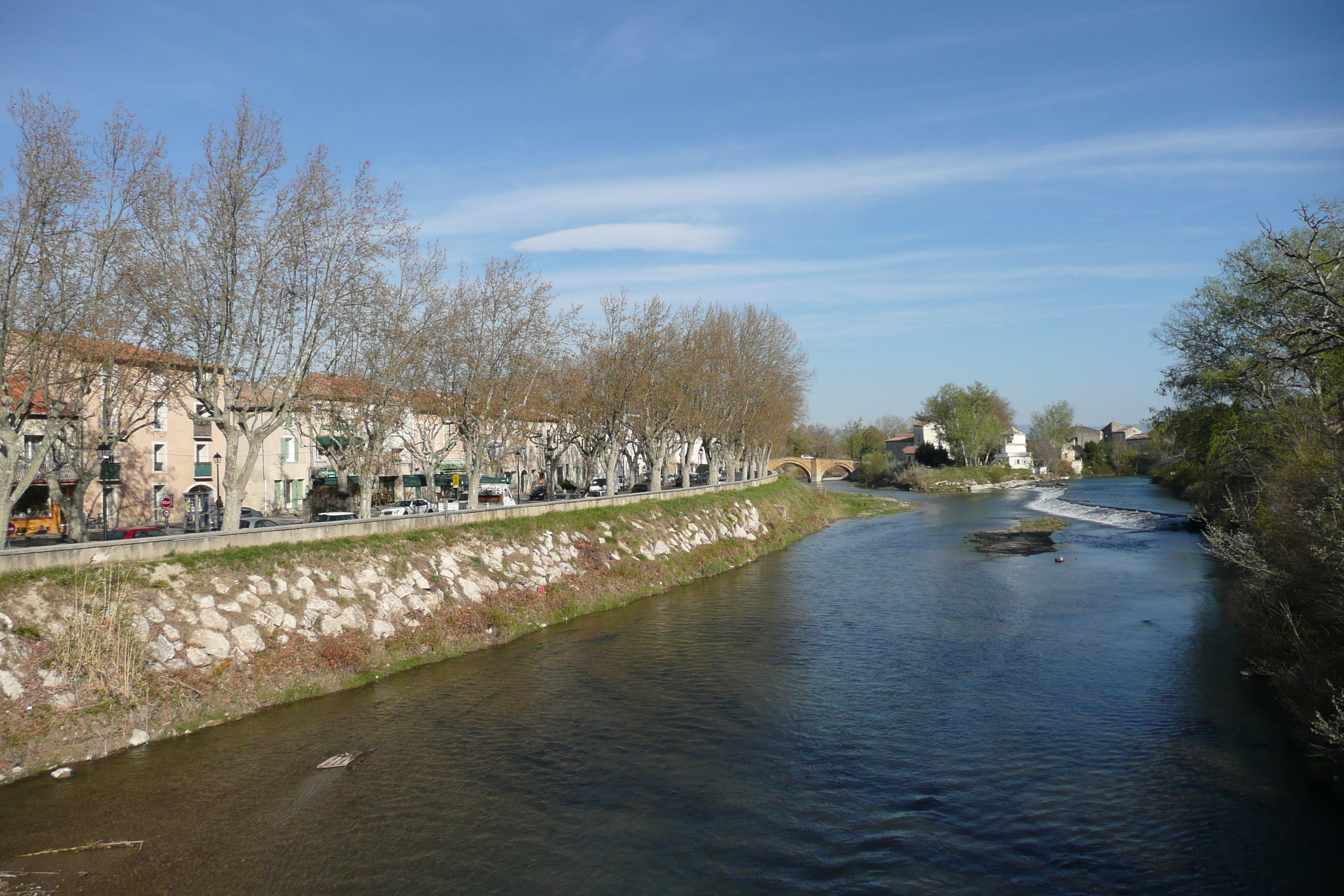
Слияние Сорга и Увеза в Бедарриде

Бедаррид расположен в 13 км к северо-востоку от Авиньона. Соседние коммуны: Куртезон на севере, Саррьян и Лориоль-дю-Конта на северо-востоке, Монтё на востоке, Альтан-де-Палю и Антрег-сюр-ла-Сорг на юго-востоке, Сорг  на юге, Ла-Малотьер на юго-западе, Ле-Боку на северо-западе.

## Гидрография
В Бедарриде протекает семь рек: Увез, Сей, два рукава Сорг, Валла-Миан, Реаль и Озон.

## Демография
Население коммуны на 2010 год составляло 5146 человек.
| 1962 | 1968 | 1975 | 1982 | 1990 | 1999 | 2010 |
| ---- | ---- | ---- | ---- | ---- | ---- | ---- |
| 2615 | 2986 | 3816 | 4238 | 4816 | 5103 | 5146 |

## Достопримечательности
- «Римский» мост. На этом месте стоял деревянный древнеримский мост, который был снесён наводнением 1620 года. Новый деревянный мост, возведённый после этого, также был разрушен наводнением 1622 года. В 1640—1647 годах был построен каменный мост, который до сих пор используется для автомобильного движения.
- Церковь, построена в 1674—1688 годах на месте бывшей римской церкви. Внутри позже было сооружено восемь часовен.
- Водонапорная башня.